# هيرست للنشر
منشورات هيرست (C. Hurst & Co Publishers Ltd) هي دار نشر مستقلة غير روائية مقرها في منطقة بلومزبري بلندن. هيرست متخصصة في الكتب المتعلقة بالشؤون العالمية، ولها قوائم في الدراسات الإسلامية والتاريخ الأوروبي والحرب والصراع والدراسات الأفريقية والعلاقات الدولية. أسس كريستوفر هيرست الشركة عام 1969. وانضم مايكل دواير إليها في عام 1986، وتولى إدارتها بعد وفاة كريستوفر هيرست في أبريل 2007.
من بين مؤلفي هيرست المفكر الفرنسي أوليفييه روا، والناقد الثقافي البريطاني ضياء الدين سردار، وخبير مكافحة التمرد الإسترالي ديفيد كيلكولين، والمؤرخين فيصل ديفجي وكريستوفر دافيدسون. تنشر هيرست ما يقرب من 65 كتابًا جديدًا سنويًا.